# Henry Kissinger
Henry Alfred Kissinger (født Heinz Alfred Kissinger; 27. maj 1923, død 29. november 2023) var en tyskfødt amerikansk politiker, diplomat og geopolitisk konsulent, der fungerede som USA's udenrigsminister og USA's nationale sikkerhedsrådgiver under præsidenterne Richard Nixon og Gerald Ford.

## Baggrund
Kissinger blev født i en jødisk familie i Fürth i Bayern. I 1938 flygtede hans familie til New York i USA på grund af nazisternes jødeforfølgelser i Tyskland. Kissinger blev amerikansk statsborger den 19. juni 1943 og blev samme år indkaldt til United States Army som militærtolk. I Slaget om Ardennerne i 1944 meldte han sig som frivillig til farlige opgaver ved fronten. Han var fra slutningen af krigen til 1947 udnævnt som administrator for flere byer i Bayern, hvor han havde til opgave at gennemføre en "afnazificering".

## Akademisk karriere
Kissinger vendte tilbage til USA i 1947, hvor han blev optaget på Harvard University. Her opnåede han en Bachelor of Arts i Statskundskab i 1950. Han var i top fem procent af sin afgangsklasse og dimitterede med summa cum laude, den højeste ros, der kunne gives. Kissinger fortsatte derefter med at studere statskundskab. Hans specialeafhandling, med titlen The Meaning of History: Reflections on Spengler, Toynbee and Kant, var på over 400 sider og var årsag til at der siden blev indført en grænse for længden af sådanne afhandlinger på 35.000 ord. Han modtog sine MA- og PhD-grader ved Harvard University i henholdsvis 1951 og 1954. I 1952, mens han stadig var kandidatstuderende ved Harvard, fungerede han som konsulent for direktøren for ’’Psychological Strategy Board’’, og grundlagde tidsskriftet Confluence. På det tidspunkt søgte han arbejde som spion for FBI.
Hans ph.d.-afhandling havde titlen Peace, Legitimacy, and the Equilibrium (A Study of the Statesmanship of Castlereagh and Metternich). I sin afhandling introducerede Kissinger først begrebet "legitimitet", som han definerede som: "Legitimitet som brugt her må ikke forveksles med retfærdighed. Det betyder ikke mere end en international aftale om, hvordan forhold kan fungere i praksis og om udenrigspolitikkens tilladte mål og metoder". En international aftale accepteret af alle de store magter er således "legitim", hvorimod en international aftale, der ikke accepteres af en eller flere af stormagterne, er "revolutionær" og dermed farlig.
Kissinger blev en del af fakultetet på Harvards "Department of Government", hvor han mellem 1951 og 1971 fungerede som direktør for Harvard International Seminar. I 1955 var han konsulent for USA's nationale sikkerhedsråds Operations Coordinating Board. I løbet af 1955 og 1956 var han også studieleder i atomvåben og udenrigspolitik ved Council on Foreign Relations. Han udgav sin bog Atomvåben og udenrigspolitik året efter. Bogen, der kritiserede Eisenhower-administrationens "massive gengældelses"-kernekraftdoktrin, vakte megen kontrovers på det tidspunkt ved at foreslå brugen af taktiske atomkraftvåben for at vinde krige. Det samme år udgav han bogen A World Restored, en undersøgelse af magtbalancepolitikken i Europa efter Napoleon.
Fra 1956 til 1958 arbejdede han for Rockefeller Brothers Fund som direktør for dets Special Studies Program.Denne stilling blev et springbræt ind i den politiske elite, hvor han blev udenrigspolitisk rådgiver for Nelson Rockefeller i dennes kampagne for at opnå nomineringen som republikanernes kandidat til Præsidentvalget i USA 1960. Imidlertid vandt Richard Nixon nomineringen, men tabte selve præsidentvalget med snæver margen til John F. Kennedy.

## Udenrigspolitisk karriere
Henry Kissinger støttede Richard Nixon i dennes kampagne op til Præsidentvalget i USA 1968. Efter valgsejren udnævnte Nixon ham i 1969 til national sikkerhedsrådgiver. Fra august 1973 til 1977 var han USA's udenrigsminister; først under præsident Richard Nixon og senere under præsident Gerald Ford.
Som udøver af realpolitik, spillede Kissinger en fremtrædende rolle i USA's udenrigspolitik mellem 1969 og 1977. I denne periode var han foregangsmand for détente-politikken med Sovjetunionen, for åbningen af USA’s forbindelser med Folkerepublikken Kina, og for at afslutte Yom Kippur-krigen i Mellemøsten etablerede han, hvad der blev kendt som et shuttle diplomati, hvor parterne i konflikten ikke mødtes personligt, men forhandlede via Kissinger som en formidler, der rejste frem og tilbage mellem parterne, og forhandlede fredsaftalen i Paris i 1973, der afsluttede USA’s involvering i Vietnamkrigen. Kissinger er også blevet forbundet med kontroversielle politikker som USA's involvering i militærkuppet i Chile i 1973, et "grønt lys" til Argentinas militærjunta for deres beskidte krig fra cirka 1974, og USA's støtte til Pakistan under Bangladesh’ Befrielseskrig i 1971, på trods af at der af Pakistan blev begået folkedrab. Kissinger godkendte ved et møde med Suharto i december 1975 Indonesiens invasion af Østtimor. Dette skete bl.a. fordi Indonesien var en vigtig handelspartner for USA, og fordi landet havde kontrol med strategiske farvande. Den efterfølgende invasion medførte en 24 år lang besættelse af Østtimor.
Efter at have forladt regeringen, dannede han Kissinger Associates, et internationalt geopolitisk konsulentfirma. Kissinger skrev mere end et dusin bøger om diplomatisk historie og international politik.

## Eftermæle
Kissinger var en kontroversiel og polariserende figur i amerikansk politik, både fordømt som en påstået krigsforbryder af mange journalister, politiske aktivister og menneskerettighedsforkæmpere,  og på samme tid æret af mange fremtrædende forskere i internationale relationer som en yderst effektiv amerikansk udenrigsminister.
For sin indsats i forbindelse med at forhandle en våbenhvile under Vietnamkrigen modtog Kissinger Nobels fredspris i 1973 under kontroversielle omstændigheder, hvor to medlemmer af komiteen trak sig i protest. Han delte Nobels fredspris med Le Duc Tho, der dog valgte ikke at modtage prisen med den begrundelse, at der på det pågældende tidspunkt endnu ikke var fred i Vietnam.
Med George Shultzs død i februar 2021 i en alder af 100 år blev Kissinger det ældste tidligere medlem af USA's kabinet og det sidste overlevende medlem af præsident Richard Nixons kabinet.